# Асканіо Собреро
Асканіо Собреро (Асканьо Собреро; італ. Ascanio Sobrero; 12 жовтня 1812, Казале-Монферрато, Французька Імперія — 26 травня 1888, Турин, Італія) — італійський хімік, учень Пелуза. Навчався медицині в Турині, Парижі, а потім хімії в Гісені. У 1832 році отримав ступінь доктора.
Першим отримав нітрогліцерин (1846, опубліковано в 1847) і нітроманніт, досліджував ефірні олії берези і вербени, смолу оливкового дерева; вивчав сполуки свинцю, вперше приготував багато ртутних солей. Публікація досліджень нітрогліцерину, який спочатку був названий «пірогліцерин», була затримана Собреро внаслідок небезпеки поводження з отриманою ним речовиною. У 1849 році повернувся в Турин в якості професора прикладної хімії в Технічному інституті, пізніше був професором теоретичної хімії. Вийшов у відставку в 1882 році.
На початку 1850-х в лабораторії Пелуза в Парижі з ним зустрічався молодий Альфред Нобель, який в 1863 році запатентував способи виробництва і застосування нітрогліцерину і приготування з нього динаміту. Одна з динамітних фабрик А.Нобеля була побудована в Авільяні поблизу Турина, і Собреро працював на ній консультантом.
Собреро — автор численних наукових праць. Більшість з них присвячено смолам і натуральним оліям, а також продуктам їх переробки, нітруванню органічних сполук у загальному і цукрів і багатоатомних спиртів зокрема. Написав «Manuale di chimica applicata alle arti» у трьох томах, 1851-57.